# Igelswies
Igelswies is een plaats in de Duitse gemeente Meßkirch, deelstaat Baden-Württemberg.